# HD 12661 c
HD 12661 c è un pianeta extrasolare  in orbita attorno alla stella HD 12661.  Si tratta di un gigante gassoso avente una massa una volta e mezzo quella di Giove. Possiede un'orbita eccentrica posta appena fuori dal limite della zona abitabile del sistema planetario.